# Xe buýt nhanh Thành phố Hồ Chí Minh
Xe buýt nhanh Thành phố Hồ Chí Minh là dự án phát triển hệ thống buýt nhanh tại Thành phố Hồ Chí Minh, Việt Nam. Tuyến đầu tiên sẽ chạy dọc hành lang Đại lộ Võ Văn Kiệt - Mai Chí Thọ với tổng chiều dài 23 km, đi qua địa bàn các quận: Quận 1, Quận 5, Quận 6, Quận 8, Bình Tân, huyện Bình Chánh và Thủ Đức. Ngoài ra, còn có các hạ tầng hỗ trợ khác như: 28 trạm dừng, 17 cầu đi bộ (11 cầu xây mới, 6 cầu cải tạo), 1 ga cuối tuyến, 1 bãi hậu cần kỹ thuật.
Đến tháng 9 năm 2022, Ngân hàng Thế giới (WB) đã thông báo tạm ngưng thực hiện dự án buýt nhanh BRT. Tháng 8 năm 2023, UBND TP.HCM thông báo việc tiếp tục triển khai dự án hỗ trợ kỹ thuật cho dự án buýt nhanh BRT là không còn phù hợp với tình hình thực tế. Dự án BRT đã chính thức dừng thực hiện để dồn nguồn lực nghiên cứu các dự án phát triển đô thị, giao thông công cộng khác.